# Asalto a la corona de Inglaterra
Asalto a la corona de Inglaterra (en italiano: Come rubare la corona d'Inghilterra, lit. 'Cómo robar la corona de Inglaterra') es una película película de superhéroes y espías de 1967 dirigida por Sergio Grieco y protagonizada por Roger Browne y Dominique Boschero.

## Argumento
El robo de la corona de San Eduardo, joya conservada en la torre de Londres, es el inicio de una demostración de poder de una mujer autonombrada 'La reina del mundo', quien exige que le entreguen un gigantesco diamante.

## Reparto
- Roger Browne como Sir Reginald Hoover / Argoman.
- Dominique Boschero como Regina Sullivan / Jenabell.
- Eduardo Fajardo como Shandra, el mayordomo.
- Nadia Marlowa como Samantha.
- Mimmo Palmara como Kurt.
- Nino Dal Fabbro como el inspector Lawrence.
- Andrea Bosic como el almirante Durand.
- Tom Felleghy como general Haywood.

## Producción
La película se rodó en locaciones de Londres y París, mientras que las escenas interiores se rodaron en Cinecittà.
El elenco y el equipo de la película tenían diferentes puntos de vista sobre la producción. El productor ejecutivo Edmondo Amati afirmó que «[la película] no fue una producción muy exitosa. La idea era hacer un Superman italiano, pero no teníamos los medios ni la técnica», mientras que la actriz Dominique Boschero se mostró contenta con el resultado de la película, afirmando que «Tuve que interpretar a la reina del mundo. Pero cuando te dicen "tienes que ser la reina del mundo", te preguntas cómo hacerlo. Pero era nuevo, era una película de vanguardia para su época, Sergio Grieco fue un director bastante bueno y además tuvimos un presupuesto más alto de lo habitual, incluso más ubicaciones, como Londres». 

## Lanzamiento
Asalto a la corona de Inglaterra se estrenó en Italia en 1967. La película también ha sido estrenada bajo los títulos Argoman superdiabolico y The Fantastic Argoman. Ha sido lanzada en DVD en Estados Unidos por el sello Dorado Films.

## Recepción
Según las reseñas retrospectivas, El crítico de cine Marco Giusti, en su libro sobre el cine de espionaje italiano, describió la película como «supercamp», pero «muy divertida y muy efectiva en su aspecto visual [...] El mejor papel de Dominique Boschero y la película más divertida de Roger Browne». Roberto Curti se refirió a la película como una que «captura a la perfección el espíritu de los superhéroes italianos de la década de 1960» al conservar la «deliciosa amoralidad de los fumetti neri mientras exprime lo mejor de las muchas imitaciones italianas de James Bond en términos de acción trepidante e irónica».  Curti la proclamó «una de las películas de superhéroes italianas más divertidas de ese período».  Fantafilm escribe que «Hecha con una buena dosis de imaginación y momentos de acción, la historia permite al director Grieco jugar con robots, armas y laboratorios futuristas. Mujeres hermosas, persecuciones, puñetazos, bofetadas y una pizca de humor completan el cuadro». Por otro lado, el crítico de cine Howard Hughes encontró que la película «nunca cumple del todo la promesa de su surrealista secuencia inicial» y que Argoman era «un superhéroe algo deficiente; parece apropiado que el símbolo del menos que fantástico Argoman sea una espiral roja con apariencia de excremento en su frente».